# Konstantín Yerómenko
Konstantín Víktorovich Yerómenko, en cirílico Константин Викторович Ерёменко, también conocido como Eremenko (Dnipropetrovsk, 5 de agosto de 1970 - Moscú, 18 de marzo de 2010), fue un jugador y dirigente de fútbol sala ruso, que está considerado como una de las primeras figuras de este deporte a nivel internacional.
A lo largo de su trayectoria, anotó 533 goles en la Superliga rusa con el MFK Dina Moscú, equipo en el que permaneció más de diez temporadas como jugador, y en el que después destacó como presidente. En total, ganó nueve ligas, ocho copas y tres campeonatos de Europa. El futbolista fue internacional por la Selección de Rusia en 66 ocasiones, y con ella ganó la Eurocopa en 1999.

## Trayectoria
Yerómenko comenzó su carrera deportiva en 1988, como jugador de fútbol, en el equipo de su ciudad natal, el FC Dnipro Dnipropetrovsk. Aunque su equipo ganó la liga soviética de ese año, Yerómenko sólo disputó un partido oficial. En dos temporadas y hasta su cambio de deporte en 1990, también formó parte del FC Kommunalnik de Ulán-Udé, el Irtysh Pavlodar de Kazajistán y el Alga Bishkek de Kirguizistán.
En 1991 regresó a Dnipropetrovsk y se convirtió en jugador de fútbol sala del equipo local, el Mekhanizator Dnipropetrovsk. Un año después fue contratado por el MFK Dina Moscú, equipo de la Superliga Rusa de Futsal, donde desarrolló toda su carrera profesional. Con el Dina, ganó ocho ligas nacionales consecutivas desde 1993 hasta 2000, siete Copas de Rusia, tres Campeonatos de Europa y un campeonato de la Comunidad de Estados Independientes en 1992. En toda su trayectoria profesional consiguió 533 goles en liga, y la cifra aumenta hasta los 1.132 si se cuentan todos sus partidos oficiales. Uno de sus mejores registros lo firmó en la temporada 1993/94, al marcar 91 goles en 32 partidos.
El jugador tuvo que retirarse en 2001 por problemas cardíacos, pero continuó vinculado al fútbol sala. Un año después se convirtió en el máximo mandatario del Dina Moscú, y en 2003 fue elegido presidente de la Superliga Rusa. En 2004, consiguió un escaño en la Asamblea Federal de Rusia por el Óblast de Vorónezh, y ocupó varios cargos en administraciones relacionadas con el deporte ruso. Yerómenko compaginó esta labor con la dirección del Dina, que se proclamó campeón de la Copa de la UEFA en 2007.
Yerómenko falleció el 18 de marzo de 2010 en Moscú por un infarto agudo de miocardio, que sufrió mientras jugaba un partido amistoso.

### Selección nacional
Konstantín Yerómenko disputó 66 partidos con la Selección de fútbol sala de Rusia, en los que anotó 122 goles, hasta la fecha récord de máxima anotación por su país. Pese a haber nacido en Ucrania, el futbolista jugó por Rusia porque en ese momento era la única ex república soviética con selección, y posteriormente adoptó la nacionalidad. Al no jugar en otros clubes internacionales, se dio a conocer al resto del mundo a través de sus partidos con el combinado nacional.
Su mayor logro con la selección de Rusia fue la Eurocopa de fútbol sala de 1999, que ganó por penaltis frente a España. Él fue el autor del último gol en la ronda final, que dio la victoria al combinado ruso, y la UEFA le designó mejor jugador del torneo. Yerómenko se mantuvo en la selección hasta su retirada en 2001.

## Clubes

### Como jugador de fútbol
| Club                     | País            | Año  |
| ------------------------ | --------------- | ---- |
| FC Dnipro Dnipropetrovsk | Unión Soviética | 1988 |
| FC Kommunalnik Ulan-Ude  | Unión Soviética | 1989 |
| Traktor Pavlodar         | Unión Soviética | 1990 |
| Alga Bishkek             | Unión Soviética | 1990 |

### Como jugador de fútbol sala
| Club                        | País    | Año       |
| --------------------------- | ------- | --------- |
| Mekhanizator Dnipropetrovsk | Ucrania | 1991      |
| MFK Dina Moscú              | Rusia   | 1992-2001 |

## Palmarés

### Campeonatos nacionales
| Título          | Club           | País    | Año     |
| --------------- | -------------- | ------- | ------- |
| Copa de la URSS | Mekhanizator   | Ucrania | 1991    |
| Superliga rusa  | MFK Dina Moscú | Rusia   | 1992    |
| Copa de Rusia   | MFK Dina Moscú | Rusia   | 1992    |
| Superliga rusa  | MFK Dina Moscú | Rusia   | 1992/93 |
| Copa de Rusia   | MFK Dina Moscú | Rusia   | 1993    |
| Superliga rusa  | MFK Dina Moscú | Rusia   | 1993/94 |
| Superliga rusa  | MFK Dina Moscú | Rusia   | 1994/95 |
| Copa de Rusia   | MFK Dina Moscú | Rusia   | 1995    |
| Superliga rusa  | MFK Dina Moscú | Rusia   | 1995/96 |
| Copa de Rusia   | MFK Dina Moscú | Rusia   | 1996    |
| Superliga rusa  | MFK Dina Moscú | Rusia   | 1996/97 |
| Copa de Rusia   | MFK Dina Moscú | Rusia   | 1997    |
| Superliga rusa  | MFK Dina Moscú | Rusia   | 1997/98 |
| Copa de Rusia   | MFK Dina Moscú | Rusia   | 1998    |
| Superliga rusa  | MFK Dina Moscú | Rusia   | 1998/99 |
| Copa de Rusia   | MFK Dina Moscú | Rusia   | 1999    |
| Superliga rusa  | MFK Dina Moscú | Rusia   | 1999/00 |

### Campeonatos internacionales
| Título               | Club           | País  | Año  |
| -------------------- | -------------- | ----- | ---- |
| Campeonato de Europa | MFK Dina Moscú | Rusia | 1995 |
| Campeonato de Europa | MFK Dina Moscú | Rusia | 1997 |
| Intercontinental     | MFK Dina Moscú | Rusia | 1997 |
| Campeonato de Europa | MFK Dina Moscú | Rusia | 1999 |

### Campeonatos de selecciones
| Título   | Selección      | País   | Año  |
| -------- | -------------- | ------ | ---- |
| Eurocopa | Selección rusa | España | 1999 |

### Distinciones individuales
| Distinción                             | Año     |
| -------------------------------------- | ------- |
| Mejor delantero del año en la URSS     | 1991    |
| Mejor delantero del año en Rusia       | 1992    |
| Mejor jugador de la temporada en Rusia | 1993/94 |
| Mejor delantero del año en Rusia       | 1994/95 |
| Mejor jugador de la temporada en Rusia | 1995/96 |
| Mejor jugador de la temporada en Rusia | 1998/99 |
| Mejor jugador de la Eurocopa           | 1999    |
| Mejor delantero del año en Rusia       | 1999/00 |